# Lavancia-Epercy
Lavancia-Epercy ist eine Gemeinde im französischen Département Jura in der Region Bourgogne-Franche-Comté.

## Geographie
Lavancia-Epercy liegt auf 325 m, etwa neun Kilometer nördlich der Stadt Oyonnax (Luftlinie). Das Dorf erstreckt sich im Jura, im Tal der Bienne, auf der Südseite des Flusses in einem weiten Talkessel, am Westfuß des Höhenrückens der Roche de Joux.
Die Fläche des 10,56 km² großen Gemeindegebiets umfasst einen Abschnitt des französischen Juras. Der zentrale Teil wird von einer rund 1,5 km breiten Talweitung der Bienne eingenommen, die in geologischer Hinsicht eine Synklinale im Faltenjura bildet. Die Bienne fließt von Nordosten nach Südwesten durch diese Talweitung, um danach mit einem Durchbruchstal die Antiklinale der Maissiat-Kette zu durchqueren. Im Westen reicht das Gebiet in den Bois de Cézinat (575 m) und an den Hang der Höhe von Montcusel. Nach Osten erstreckt sich das Gemeindeareal über den dicht bewaldeten Steilhang (Bois de la Balme) bis an den Rand der Höhe der Roche de Joux. Hier wird mit 901 m die höchste Erhebung von Lavancia-Epercy erreicht. Das Gemeindegebiet ist Teil des Regionalen Naturparks Haut-Jura (frz.: Parc naturel régional du Haut-Jura).
Zu Lavancia-Epercy gehören neben dem Dorf Lavancia auch mehrere Weiler und Einzelhöfe, darunter:
- Epercy (330 m) in der Talweitung nördlich der Bienne
- Rhien (360 m) leicht erhöht am südlichen Rand der Talweitung von Lavancia

Nachbargemeinden von Lavancia-Epercy sind Jeurre im Norden, Vaux-lès-Saint-Claude und Viry im Osten, Dortan im Süden sowie Chancia und Montcusel im Westen.

## Geschichte
Das Gemeindegebiet von Lavancia-Epercy war bereits während der Römerzeit besiedelt. Der Ortsname Lavancia geht auf das gallische Wort avantia (Bach, Quelle) zurück. Noch bis 1801 hieß die Gemeinde L'Avanciat. Durch Agglutination des französischen Artikels entstand die heutige Schreibweise. Kirchlich gehörte Lavancia seit dem Mittelalter zur Pfarrei Dortan.
Zu Gebietsveränderungen kam es 1822, als die vorher selbständige Gemeinde Rhien nach Lavancia eingemeindet wurde. Im gleichen Jahr wurde Epercy zusammen mit Douvres nach Jeurre eingemeindet. 1950 wurde Epercy jedoch wieder abgetrennt und mit Lavancia zusammengelegt, das seither den Doppelnamen Lavancia-Epercy trägt. Im Juli 1944 wurde die Gemeinde von deutschen Truppen geplündert und fast vollständig zerstört. Der eigentliche Wiederaufbau wurde erst zu Beginn der 1950er Jahre vollzogen.

## Sehenswürdigkeiten

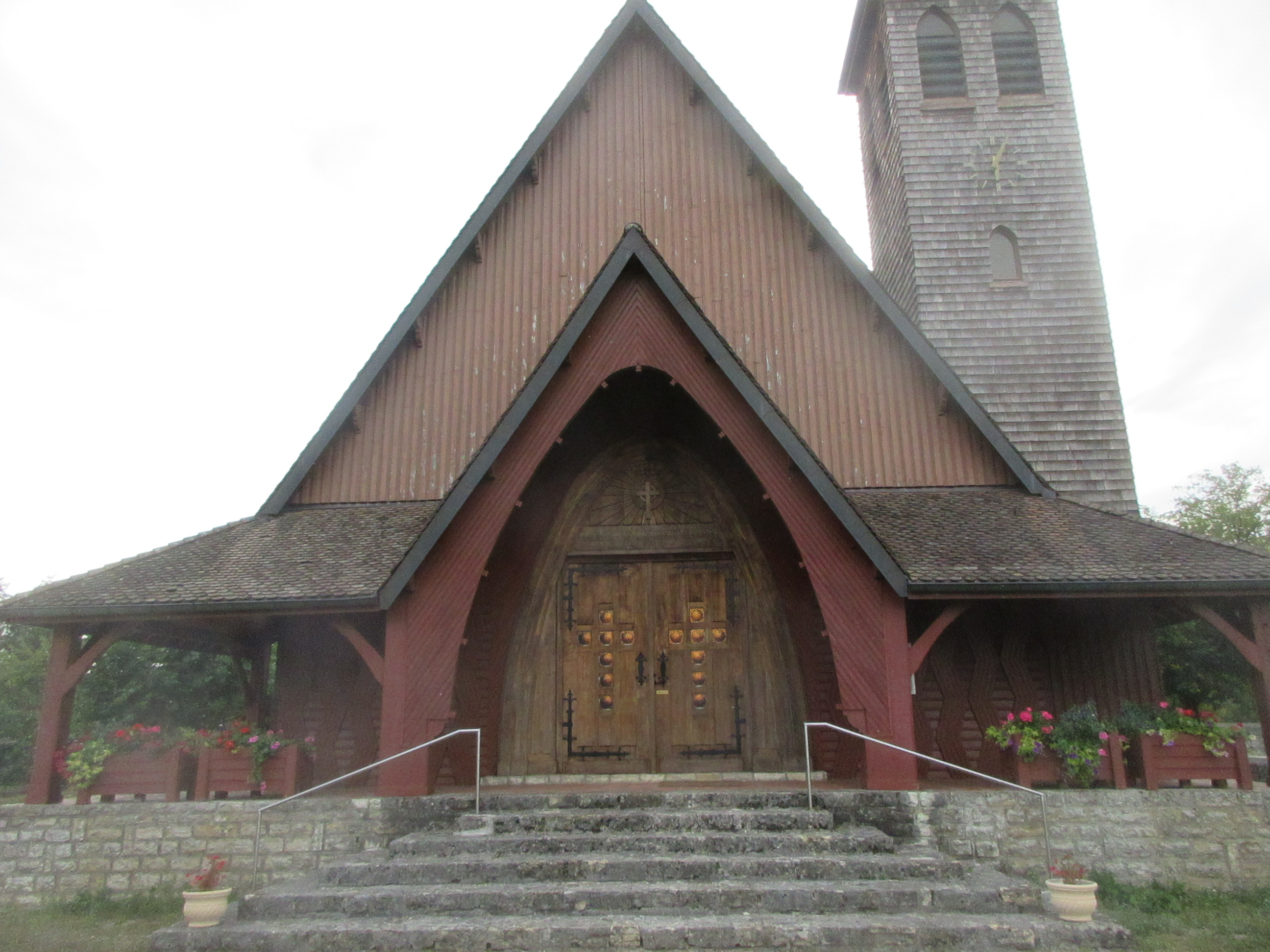
Holzkirche Saint-Georges

Die Kirche Saint-Georges in Lavancia, ein großer Holzbau, wurde für die internationale Holzausstellung in Lyon konstruiert und 1952 von Lyon nach Lavancia transferiert. Von der mittelalterlichen Burg von Epercy sind Ruinen des Bergfrieds und der Umfassungsmauer erhalten.

## Bevölkerung
| Jahr                       | 1962 | 1968 | 1975 | 1982 | 1990 | 1999 | 2008 | 2017 |
| Einwohner                  | 209  | 268  | 360  | 427  | 580  | 619  | 652  | 646  |
| Quellen: Cassini und INSEE |      |      |      |      |      |      |      |      |

Mit 618 Einwohnern (Stand 1. Januar 2022) gehört Lavancia-Epercy zu den kleinen Gemeinden des Départements Jura. Nachdem die Einwohnerzahl in der ersten Hälfte des 20. Jahrhunderts stets bei ungefähr 140 Personen lag, wurde seit den 1950er-Jahren eine markante Bevölkerungszunahme verzeichnet. Seither hat sich die Einwohnerzahl ungefähr verfünffacht.

## Wirtschaft und Infrastruktur
Lavancia-Epercy war bis weit ins 20. Jahrhundert hinein ein vorwiegend durch die Landwirtschaft sowie durch die Forstwirtschaft geprägtes Dorf. Daneben gibt es heute einige Betriebe des Klein- und Mittelgewerbes, unter anderem Unternehmen der Kunststoffindustrie und ein Wasserkraftwerk an der Bienne. Viele Erwerbstätige sind auch Wegpendler, die in den größeren Ortschaften der Umgebung, hauptsächlich in Oyonnax ihrer Arbeit nachgehen.
Die Ortschaft ist verkehrstechnisch gut erschlossen. Sie liegt an der Hauptstraße, die von Oyonnax nach Saint-Claude führt. Der nächste Anschluss an die Autobahn A404 (Saint-Martin-du-Frêne–Oyonnax) befindet sich in einer Entfernung von rund 7 km. Lavancia-Epercy besitzt einen Bahnhof an der Eisenbahnlinie von Oyonnax nach Saint-Claude. Er liegt auf der Grenze der Departemente Jura und Ain und wird gemeinsam mit Dortan geführt.